# Marsa, Aude
Marsa är en kommun i departementet Aude i regionen Occitanien  i södra Frankrike. Kommunen ligger  i kantonen Quillan som ligger i arrondissementet Limoux. År 2022 hade Marsa 22 invånare.

## Befolkningsutveckling
Antalet invånare i kommunen Marsa
Referens: INSEE